# 1868 en santé et médecine
| Années de la santé et de la médecine : 1865 - 1866 - 1867 - 1868 - 1869 - 1870 - 1871    |
| Décennies de la santé et de la médecine : 1830 - 1840 - 1850 - 1860 - 1870 - 1880 - 1890 |

Cet article présente les faits marquants de l'année 1868 en santé et médecine.

## Événements
- Les médecins neurologues Jean-Martin Charcot et Alfred Vulpian décrivent la sclérose en plaques[1].
- Le médecin allemand Adolf Kussmaul invente la gastroscopie en s'inspirant des techniques d'un avaleur de sabres[2].

## Publication
- Pierre Cyprien Oré (1828-1889[3]), Études historiques et physiologiques sur la transfusion du sang[4].

## Décès
- 15 juillet : William Morton (né en 1819), dentiste américain, auteur en 1846, à Boston, de la première extraction dentaire sous anesthésie par l'éther[5],[6].